# Magnus d'Anhalt-Köthen
Magnus d'Anhalt-Köthen (né en 1455 mort le 29/31 octobre 1524), fut un prince allemand de la maison d'Ascanie corégent nominal  d'Anhalt-Köthen de 1473 à 1508.